# Білослудське
Білослу́дське (рос. Белослудское) — село у складі Ірбітського міського округу Свердловської області.
Населення — 298 осіб (2010, 337 у 2002).
Національний склад населення станом на 2002 рік: росіяни — 89 %.